# Didi Taihuttu
Didi Taihuttu (Venlo, 26 mei 1978) is een Nederlandse ondernemer, reiziger, auteur en spreker, met name bekend van het promoten van cryptogeld.
Taihuttu kreeg bekendheid door met zijn gezin hun hele hebben en houden te verkopen en volledig te leven op basis van de digitale bitcoinmunt. Het gezin kreeg daarop de naam 'the Bitcoin family' ('de Bitcoinfamilie'). Hij verscheen onder andere in de tv-programma's Gert Late Night, De Wereld Draait Door en Pauw. Documentaires over hem zijn uitgebracht door Arte, CNBC, The Wall Street Journal en CNA. Het gezin is in Portugal gaan wonen omdat dat voor houders van cryptovaluta fiscaal gunstig zou zijn.

## Levensloop
Taihuttu is zoon van de profvoetballer van VVV-Venlo John Taihuttu en is deels van Molukse afkomst. Zijn broer Gino is ook een profvoetballer.
Hij studeerde Hoger Economisch Onderwijs aan de Fontys Hogeschool in Venlo, waarna hij zijn loopbaan begon in het Zwitserse Zug. Na een aantal kortdurende banen koos hij ervoor om op 24-jarige leeftijd een eigen bedrijf voor computercursussen op te starten en werkt sindsdien als ondernemer.

## Documentaires
- 2017: CNBC[4]
- 2017: Y-Kollektiv - Bitcoin: Blase oder digitales gold?  Der Hype um die Kryptowährung[5][6]
- 2018: Arte.tv[7]
- 2018: The Wall Street Journal[8]
- 2018: CNA[9]
- 2021: VIDEOLAND - Cryptokoorts
- 2022: STREAMZ - Is Crypto het nieuwe goud
- 2024: Amazon Prime - All-in the Bitcoin Family (vanaf 5 april)[10]